# Kedron de Alexandria
Kedron de Alexandria (ou Cerdão) foi o quarto Patriarca de Alexandria. Seu patriarcado aconteceu entre 96 e 106 e ele morreu no décimo segundo ano do reinado do imperador Trajano segundo Eusébio de Cesareia (Hist. Ecl. iii.21).
Ele foi uma das pessoas batizadas diretamente por Marcos em Alexandria e foi martirizado em 15 de junho de 106 d.C. (21 Paoni no calendário copta) durante uma perseguição aos cristãos e foi enterrado na igreja cristã em Bucalis.
É venerado como santo pela Igreja Copta.